# 주네 (잡지)
《주네》(JUNE, ジュネ)는 1978년에 창간된 만화 잡지로서 최초의 야오이 (BL) 잡지이다. 24년조로 불리는 타케미야 케이코, 하기오 모토, 오시마 유미코가 발표한 소년애 만화의 성공과 동인지에서의 미소년에 대한 묘사의 증가 등에 영향을 받아 창간되었다. 다케미야 게이코는 〈게코탄의 그림 교실(ケーコたんのお絵描き教室)〉에서 아마추어 만화가나 독자가 투고한 만화를 평가하기도 하였다
제호인 《주네》는 프랑스의 작가 장 주네에서 따온 것이다. 아름다운 언어나 생소한 한자를 이용하여 성인 남자와 미소년 간의 사랑을 묘사하는 탐미(耽美) 로맨스라고 불리는 작품들이 발표되었고, 야오이나 BL란 용어가 널리 사용되기 전에는 남성 동성애 장르 자체를 주네라고 부르기도 하였다.
1982년에 남성 동성애에 대한 소설을 전문적으로 게재하는 《소설 주네(小説JUNE)》가 자매지로 창간되었고, 1990년대 중반에는 《소설 주네》의 판매량이 주네의 판매량을 앞질렀다. 1996년에는 다수의 소년 사진이 수록된 대형 판형의 《주네》, 만화와 소설이 함께 수록된 《로망 주네》, 더 높은 연령의 여성을 대상으로 한 《소설 주네》, 만화만 수록된 《코믹 주네》가 발행되었다. 2004년에는 《소설 주네》가 제호를 《소설 주네 DX(小説JUNE DX)》로 바꾸었으나 휴간되었다. 2006년에는 일년에 3번 또는 4번 발행되는 《고이 주네(恋JUNE)》가 창간되어 2009년까지 발행되었다. 《주네》에 투고한 작가로는 가와시타 미즈키, 고바야시 도모미, 구리모토 가오루, 다케미야 게이코, 요시다 아키미 등이 있다.